# Ольховка (Черлакский район)
Ольховка — деревня в Черлакском районе Омской области России. Входит в состав Татарского сельского поселения. Население 181 человек (2010) .

## История
В соответствии с Законом Омской области от 30 июля 2004 года № 548-ОЗ «О границах и статусе муниципальных образований Омской области» деревня вошла в состав образованного муниципального образования «Татарское сельское поселение».

## География
Ольховка находится на юге-востоке региона, в пределах Курумбельской степи, являющейся частью Чебаклы-Суминской впадины, на берегу р. Иртыш, примерно в 7 км от государственной границы с Казахстаном.
Абсолютная высота — 96 м над уровнем моря.

## Население
| 2010 |
| ---- |
| 181  |

Гендерный состав
По данным Всероссийской переписи населения 2010 года в гендерной структуре населения из 181 человек мужчин — 92, женщин — 89	(50,8 и 49,2 % соответственно)
Национальный состав
Согласно результатам переписи 2002 года, в национальной структуре населения русские составляли 74 % от общей численности населения в 274 человек.

## Инфраструктура
Личное подсобное хозяйство.

## Транспорт
Выезд к федеральной автотрассе А-320.
Ближайшая железнодорожная станция — Черлак находится в нп. Черлак примерно в 4 км к востоку.